# 기오르기 멜리키슈빌리
기오르기 알레크산드레스 제 멜리키슈빌리(조지아어: გიორგი ალექსანდრეს ძე მელიქიშვილი, 러시아어: Гео́ргий Алекса́ндрович Меликишви́ли 게오르기 알렉산드로비치 멜리키시빌리[*], 1918년 12월 30일 ~ 2002년 4월 19일)는 조지아와 캅카스, 중동의 역사를 연구한 조지아(그루지야)의 역사학자로, 우라르투 연구로 국제적으로 인정받았다.
멜리키슈빌리는 트빌리시에서 태어났고 1939년 트빌리시 국립대학교를 학교를 졸업했으며 1965년에는 교수의 직위를 취득했다. 1954년부터 1988년까지 조지아 역사 연구소의 고대 역사 부서의 부서장을 맡았다. 1965년부터 1999년까지 연구소를 지휘했고 사망할 때까지 명예 소장으로 남았다. 레닌상을 수상한 첫 번째 소비에트 역사학자이기도 했다.
아나톨리아, 메소포타미아 세계와 고대 조지아와의 연관성을 조사했고 우라르투 연구 논문으로 매우 귀중한 기여를 했다. 《고대 조지아의 역사를 향하여》(러시아어: К истории древней Грузии, 1959)는 오늘날 조지아 고대사 연구의 표준 참고 자료로 남아있다. 멜리키슈빌리의 가장 영향력있는 논문 중에 몇 가지는 2000년대 초반 《조지아(그루지야), 캅카스의 근동의 고대 역사 연구조사》(조지아어: ძიებანი საქართველოს, კავკასიისა და ახლო აღმოსავლეთის ძველი ისტორიის დარგში) 모음집으로 출판되었다.

## 참조
1. ↑  Rapp, Stephen H. (2003), Studies In Medieval Georgian Historiography: Early Texts And Eurasian Contexts, p. 16. Peeters Bvba ISBN 90-429-1318-5

- (러시아어) Гамкрелидзе Т. В., Гиоргадзе Г. Г. Памяти Георгия Александровича Меликишвили // Вестник древней истории, 2003, № 3.